# Dasyhelea pacifica
Dasyhelea pacifica är en tvåvingeart som beskrevs av John William Scott Macfie 1933. Dasyhelea pacifica ingår i släktet Dasyhelea och familjen svidknott. Inga underarter finns listade i Catalogue of Life.